# Edimilson Fernandes
Edimilson Fernandes Ribeiro (Sion, 15 april 1996) is een Zwitsers voetballer die doorgaans als middenvelder speelt. Hij verruilde FSV Mainz 05 in juli 2025 voor BSC Young Boys, dat hem eerder in 2022 al huurde. Fernandes debuteerde in 2016 in het Zwitsers voetbalelftal.

## Clubcarrière
Edimilson stroomde door vanuit de jeugd van FC Sion. Hiervoor debuteerde hij op 1 juni 2013 in de Super League, in een met 4–2 gewonnen wedstrijd thuis tegen FC Zürich. Coach Michel Decastel liet hem in de basis beginnen en gunde hem 53 minuten speeltijd. Zijn eerste competitiedoelpunt volgde op 1 maart 2015, thuis tegen FC Luzern. Edimilson groeide in het seizoen 2015/16 onder coach Didier Tholot uit tot basisspeler.
Edimilson verruilde Sion in augustus 2016 voor 6,4 miljoen euro voor West Ham United, waar hij een vierjarig contract tekende. Hij kwam in zijn eerste seizoen 28 keer in actie in de Premier League, waarvan 20 keer als invaller. Nadat coach Slaven Bilić werd opgevolgd door David Moyes nam zijn speeltijd in het seizoen 2017/18 verder af.
West Ham verhuurde Edimilson gedurende het seizoen 2018/19 aan Fiorentina. Hier kwam hij weer meer aan spelen toe. Na zijn terugkeer verkocht West Ham hem in juli 2019 aan FSV Mainz 05. Edimilson tekende hier tot medio 2023. Edimilson speelde tussen 2019 en 2025 bijna honderd wedstrijden voor de Duitse club. In deze periode werd hij ook driemaal op huurbasis ergens anders gestald, namelijk bij Arminia Bielefeld in Duitsland, het Zwitserse Young Boys en de Franse club Stade Brestois. 
Op 14 juli 2025 tekende Edimilson een contract tot medio 2029 bij BSC Young Boys, dat hem eerder in 2022 al op huurbasis in dienst had.

## Interlandcarrière
Edimilson speelde zes wedstrijden in Zwitserland –21, het eerste nationale jeugdteam waarvoor hij werd geselecteerd. Zijn debuut in het Zwitsers voetbalelftal volgde op 13 november 2016. Bondscoach Vladimir Petković bracht hem die dag in de 69e minuut in het veld als invaller voor Valentin Stocker in een met 2–0 gewonnen kwalificatiewedstrijd voor het WK 2018 tegen de Faeröer.
Edimilson maakte op 15 oktober 2019 zijn eerste interlanddoelpunt. Hij schoot Zwitserland toen op 2–0 in een kwalificatiewedstrijd voor het EK 2020 thuis tegen Ierland. Dat was ook de eindstand.
In 2022 nam Edimilson met zijn land deel aan het WK in Qatar. Zwitserland reikte tot de achtste finales, waarin Portugal te sterk bleek. In dit duel speelde Edimilson de volledige wedstrijd mee, twee eerdere duels moest hij genoegen nemen met een invalbeurt. 